# اکمنجی ندیفورنین
اکمنجی ندیفورنین (انگلیسی: Akemnji Ndifornyen؛ زادهٔ) بازیگر اهل بریتانیا است.
از فیلم‌ها یا برنامه‌های تلویزیونی که وی در آن نقش داشته‌است می‌توان به گامبی وزیر اشاره کرد.